# بيبوتيازين
بيبوتيازين (بيبورتيل)، المعروف أيضًا باسم بيبوثيازين: هو أحد مضادات الذهان النموذجية لفئة الفينوثيازين  المستخدمة في المملكة المتحدة ودول أخرى لعلاج مرض انفصام الشخصية. خصائصه مشابهة لخصائص الكلوربرومازين . حققت مراجعة منهجية عام (2004) في فعاليتها للأشخاص المصابين بالفصام.
| على الرغم من أن التجارب المعشاة التي أجريت بشكل جيد والتي تم الإبلاغ عنها لا تزال ضرورية لإعلام الممارسة بشكل كامل (لا توجد بيانات تجريبية تبلغ عن نتائج المستشفيات والخدمات ، ونوعية الحياة ، والرضا عن الرعاية والاقتصاد) يعتبر البيبوتيازين بالميتات خيارًا قابلاً للتطبيق لكل من الطبيب والشخص المصاب بالفصام. | |                          |             |
| \| حصيلة \| النتائج في الكلمات \| النتائج بالأرقام \| جودة الأدلة \| \| النتائج العالمية \| النتائج العالمية \| النتائج العالمية \| النتائج العالمية \| \| ----------------------------------------------------------- \| ------------------------------------------------------------------------------------------------------------------------------------------------------------------------------------------------------------------------------------ \| ------------------------ \| ---------------- \| \| لا توجد استجابة سريرية مهمة </br> المتابعة: بحلول 3 أسابيع) \| لا يوجد فرق واضح بين الأشخاص الذين تناولوا بالميتات البيبوتيازين وأولئك الذين يتناولون مضادات الذهان عن طريق الفم. تستند هذه النتائج إلى بيانات ذات جودة منخفضة. \| RR 2.57 (0.76 إلى 8.63) \| قليل \| \| ترك الدراسة مبكرا </br> المتابعة: حتى 5 أسابيع \| قد يزيد بيبوتيازين بالميتات من فرصة ترك الدراسة مبكراً ولكن الفرق بين الأشخاص الذين تناولوا بالميتات بيبوتيازين وأولئك الذين يتلقون مضادات الذهان عن طريق الفم غير واضح. تستند هذه النتائج إلى بيانات ذات جودة منخفضة. \| RR 3.85 (0.46 إلى 32.22) \| قليل \| \| حاله عقليه \| \| \| \| \| الانتكاس </br> المتابعة: ببلوغ 18 شهرًا) \| بيبوتيازين بالميتات ليس له تأثير أكبر - أو أقل - على خطر الانتكاس من مضادات الذهان التي تؤخذ عن طريق الفم. تستند هذه النتائج إلى بيانات ذات جودة منخفضة. \| RR 1.55 (0.76 إلى 3.18) \| قليل \| \| الآثار السلبية \| \| \| \| \| خلل الحركة المتأخر \| تحمل الأدوية المضادة للذهان التي تؤخذ عن طريق الفم وبالميتات البيبوتيازين مخاطر مماثلة لاضطراب الحركة الإشكالي هذا. تستند هذه النتائج إلى بيانات ذات جودة منخفضة. \| RR 1.03 (0.22 إلى 4.92) \| قليل \| \| خلل التوتر العضلي \| قد يقلل البيبوتيازين بالميتات بشكل طفيف من فرصة التعرض لاضطراب الحركة هذا ولكن لا يوجد فرق واضح بين الأشخاص الذين عولجوا بيبوتيازين بالميتات والذين يتلقون مضادات الذهان عن طريق الفم. تستند هذه النتائج إلى بيانات ذات جودة منخفضة. \| RR 0.32 (0.04 إلى 2.89) \| قليل \| | |                          |             |
| حصيلة | النتائج في الكلمات | النتائج بالأرقام         | جودة الأدلة |
| النتائج العالمية | |                          |             |
| لا توجد استجابة سريرية مهمة </br> المتابعة: بحلول 3 أسابيع) | لا يوجد فرق واضح بين الأشخاص الذين تناولوا بالميتات البيبوتيازين وأولئك الذين يتناولون مضادات الذهان عن طريق الفم. تستند هذه النتائج إلى بيانات ذات جودة منخفضة.                                                                     | RR 2.57 (0.76 إلى 8.63)  | قليل        |
| ترك الدراسة مبكرا </br> المتابعة: حتى 5 أسابيع | قد يزيد بيبوتيازين بالميتات من فرصة ترك الدراسة مبكراً ولكن الفرق بين الأشخاص الذين تناولوا بالميتات بيبوتيازين وأولئك الذين يتلقون مضادات الذهان عن طريق الفم غير واضح. تستند هذه النتائج إلى بيانات ذات جودة منخفضة.                | RR 3.85 (0.46 إلى 32.22) | قليل        |
| حاله عقليه | |                          |             |
| الانتكاس </br> المتابعة: ببلوغ 18 شهرًا) | بيبوتيازين بالميتات ليس له تأثير أكبر - أو أقل - على خطر الانتكاس من مضادات الذهان التي تؤخذ عن طريق الفم. تستند هذه النتائج إلى بيانات ذات جودة منخفضة.                                                                             | RR 1.55 (0.76 إلى 3.18)  | قليل        |
| الآثار السلبية | |                          |             |
| خلل الحركة المتأخر | تحمل الأدوية المضادة للذهان التي تؤخذ عن طريق الفم وبالميتات البيبوتيازين مخاطر مماثلة لاضطراب الحركة الإشكالي هذا. تستند هذه النتائج إلى بيانات ذات جودة منخفضة.                                                                    | RR 1.03 (0.22 إلى 4.92)  | قليل        |
| خلل التوتر العضلي | قد يقلل البيبوتيازين بالميتات بشكل طفيف من فرصة التعرض لاضطراب الحركة هذا ولكن لا يوجد فرق واضح بين الأشخاص الذين عولجوا بيبوتيازين بالميتات والذين يتلقون مضادات الذهان عن طريق الفم. تستند هذه النتائج إلى بيانات ذات جودة منخفضة. | RR 0.32 (0.04 إلى 2.89)  | قليل        |

| دواء | اسم العلامة التجارية | فصل      | مركبة      | الجرعة                      | تي ماكس         | ر 1/2 واحد    | ر 1/2 متعددة  | تسجيل الدخول ج | المرجع |
| --- | -------------------- | -------- | ---------- | --------------------------- | --------------- | ------------- | ------------- | -------------- | ------ |
| أريبيبرازول لوروكسيل | أريستادا             | غير نمطي | الماء أ    | 441-1064 مجم / 4-8 أسابيع   | 24 - 35 يومًا    | ؟             | 54-57 يومًا    | 7.9-10.0       |        |
| أريبيبرازول مونوهيدرات | Abilify صيانة        | غير نمطي | الماء أ    | 300 - 400 مجم / 4 أسابيع    | 7 أيام          | ؟             | 30-47 يومًا    | 4.9-5.2        |        |
| ديكانوات برومبيريدول | إمبرومين ديكانواس    | عادي     | زيت السمسم | 40-300 مجم / 4 أسابيع       | من 3 إلى 9 أيام | ؟             | 21-25 يومًا    | 7.9            |        |
| ديكانوات كلوبنتيكسول | مستودع سوردينول      | عادي     | فيسكوليو ب | 50-600 مجم / 1-4 أسابيع     | 4-7 أيام        | ؟             | 19 يومًا       | 9.0            |        |
| ديكانوات Flupentixol | ديبيكسول             | عادي     | فيسكوليو ب | 10 - 200 مجم / 2-4 أسابيع   | 4-10 أيام       | 8 أيام        | 17 يومًا       | 7.2-9.2        |        |
| ديكانوات فلوفينازين | ديكانوات Prolixin    | عادي     | زيت السمسم | 12.5 - 100 مجم / 2-5 أسابيع | يوم إلى يومين   | 1-10 أيام     | 14 - 100 يوم  | 7.2-9.0        |        |
| إينونثات فلوفينازين | بروليكسين إينونثات   | عادي     | زيت السمسم | 12.5 - 100 مجم / 1-4 أسابيع | 2-3 أيام        | 4 أيام        | ؟             | 6.4-7.4        |        |
| فلوسبيريلين | إيماب ، ريديبتين     | عادي     | الماء أ    | 2-12 مجم / أسبوع            | من 1 إلى 8 أيام | 7 أيام        | ؟             | 5.2-5.8        |        |
| هالوبيريدول ديكانوات | هالدول ديكانوات      | عادي     | زيت السمسم | 20 - 400 مجم / 2-4 أسابيع   | من 3 إلى 9 أيام | 18-21 يومًا    | 18-21 يومًا    | 7.2-7.9        |        |
| أولانزابين باموات | Zyprexa Relprevv     | غير نمطي | الماء أ    | 150-405 مجم / 2-4 أسابيع    | 7 أيام          | ؟             | 30 يوما       | -              |        |
| أوكسي بروثبين ديكانوات | ميكلوبين             | عادي     | ؟          | ؟                           | ؟               | ؟             | ؟             | 8.5-8.7        |        |
| باليبيريدون بالميتات | إنفيجا سوستينا       | غير نمطي | الماء أ    | 39-819 مجم / 4-12 أسبوعًا    | 13 - 33 يومًا    | 25 - 139 يومًا | ؟             | 8.1-10.1       |        |
| ديكانوات بيرفينازين | تريلافون ديكانوات    | عادي     | زيت السمسم | 50-200 مجم / 2-4 أسابيع     | ؟               | ؟             | 27 يومًا       | 8.9            |        |
| إينونثات بيرفينازين | تريلافون إينونثات    | عادي     | زيت السمسم | 25-200 مجم / أسبوعين        | 2-3 أيام        | ؟             | 4-7 أيام      | 6.4-7.2        |        |
| بالميتات بيبوتيازين | بيبورتيل لونجوم      | عادي     | فيسكوليو ب | 25 - 400 مجم / 4 أسابيع     | 9-10 أيام       | ؟             | 14-21 يومًا    | 8.5-11.6       |        |
| بيبوتيازين وندسيلنات | بيبورتيل متوسط       | عادي     | زيت السمسم | 100-200 مجم / أسبوعين       | ؟               | ؟             | ؟             | 8.4            |        |
| ريسبيريدون | ريسبردال كونستا      | غير نمطي | المجهرية   | 12.5-75 مجم / أسبوعين       | 21 يوم          | ؟             | 3-6 أيام      | -              |        |
| خلات Zuclopentixol | كلوبيكسول أكوفاز     | عادي     | فيسكوليو ب | 50-200 مجم / 1-3 أيام       | يوم إلى يومين   | يوم إلى يومين | يوم إلى يومين | 4.7 - 4.9      |        |
| ديكانوات Zuclopentixol | مستودع كلوبيكسول     | عادي     | فيسكوليو ب | 50-800 مجم / 2-4 أسابيع     | 4-9 أيام        | ؟             | 11-21 يومًا    | 7.5-9.0        |        |
| ملحوظة: كل ذلك عن طريق الحقن العضلي . الحواشي: أ = معلق مائي جريزوفولفين أو نانوكريستاليني . ب = زيت نباتي منخفض اللزوجة (على وجه التحديد زيت جوز الهند المجزأ مع الدهون الثلاثية متوسطة السلسلة ). ج = متوقع ، من PubChem و DrugBank . المصادر: الرئيسية: انظر النموذج. |                      |          |            |                             |                 |               |               |                |        |